# René Gartler
René Gartler (* 21. Oktober 1985 in Wien) ist ein ehemaliger österreichischer Fußballspieler auf der Position eines Stürmers und nunmehriger -trainer.

## Karriere

### Als Spieler
Gartler begann seine Karriere in der Jugend des SK Rapid Wien. 2005 kam er in die erste Mannschaft der Grün-Weißen, kam aber nicht über drei Einsätze in der Bundesliga hinaus. Rapid verlieh ihn daraufhin 2005 zum Kapfenberger SV in die Erste Liga. Nach Ende der Leihzeit wurde er prompt zum SKN St. Pölten in die Regionalliga Ost verliehen. Er blieb ein Jahr lang in St. Pölten und kehrte vor der Saison 2006/07 nach Wien zurück. Er blieb ein Jahr lang in der Bundeshauptstadt, konnte sich aber nicht in der Kampfmannschaft des Rekordmeisters behaupten und absolvierte kein einziges Bundesligaspiel.
In der darauffolgenden Saison spielte Rene Gartler ebenfalls auf Leihbasis in Vorarlberg beim FC Lustenau 07, wo der Stürmer überzeugte und mit 21 Toren Torschützenkönig in der Ersten Liga wurde.
2008/09 kam Gartler aus Lustenau zurück und spielte wieder bei seinem Stammklub Rapid Wien. Anfangs der Saison verletzte sich Gartler bei einem Testspiel Rapids gegen SK St. Andrä am Mittelfuß. Es wurde eine Knochenmarksschwellung im Mittelfuß festgestellt. Dadurch kam er in der Hinrunde lediglich zu zwei Kurzeinsätzen und konnte kein Tor erzielen.
Am 5. April 2009 spielte Gartler erstmals von Beginn an in der Kampfmannschaft des SK Rapid Wien. Beim Match gegen den SK Austria Kärnten zog sich der Stürmer nach neun Minuten einen Kreuzbandriss zu und fiel für die komplette restliche Spielzeit aus und feierte erst in der Saison 2009/10 sein Comeback und kam in dieser Spielzeit noch auf 19 Einsätze in der Österreichischen Bundesliga, in denen er drei Treffer erzielte.
In der Saison 2010/11 stand er dann auch 16 mal in der ersten Liga auf dem Platz und konnte vier Tore erzielen.
Gartler wechselte zur Saison 2012/13 zur SV Ried. Nach zwei erfolgreichen Spielzeiten bei den Oberösterreichern, erklärte Gartler nach dem letzten Saisonspiel 2013/14 die SV Ried zu verlassen. Gartler wechselte im Sommer 2014 zum Zweitligisten SV Sandhausen. Nach nur einer Spielzeit kehrte er im Sommer 2015 nach Österreich zurück: beim LASK unterzeichnete er einen Dreijahresvertrag.
Mit dem LASK stieg er 2017 in die Bundesliga auf. Zur Saison 2018/19 wechselte er zum Ligakonkurrenten SKN St. Pölten. Für die Niederösterreicher absolvierte er 44 Bundesligaspiele, in denen er elf Tore erzielte. Im Jänner 2020 wechselte er zum Zweitligisten FC Juniors OÖ, dem Farmteam seines Ex-Vereins LASK, bei dem er einen bis Juni 2022 laufenden Vertrag erhielt. Bis zum Ende der Saison 2019/20 kam er zu 13 Zweitligaeinsätzen für die Juniors, in denen er drei Tore erzielte. In der Saison 2020/21 kam er verletzungsbedingt nicht mehr zum Einsatz.

### Als Trainer
Bei den Juniors fungierte er ab der Saison 2020/21 neben seiner Spielertätigkeit auch als Individualtrainer. Zur Saison 2021/22 beendete er seine Karriere als Aktiver und wurde Co-Trainer von Dominik Thalhammer beim LASK.

## Privates
Aufgrund von nächtlichen Eskapaden in der Vorweihnachtszeit 2008 wurden Gartler, sowie sein Klubkollege bei Rapid Andreas Lukse zu Geldstrafen verurteilt, welche in Gartlers Fall 5.000 Euro betrugen. Lukse musste eine Summe von 12.000 Euro bezahlen. Weiters erhielten beide eine schriftliche Abmahnung der Geschäftsführung ihres Vereines.
Gartlers Vater Harald „Harry“ war ebenfalls Profispieler. Renés Großvater Leo ist Platzsprecher der zweiten Rapidmannschaft. Seit 9. Dezember 2010 ist René Gartler Vater eines Sohnes, im März 2014 kam seine Tochter zur Welt.

## Titel und Erfolge
- Österreichischer Meister: 2005 mit dem SK Rapid Wien
- Torschützenkönig der Ersten Liga: 2008